# Pradenca oriental

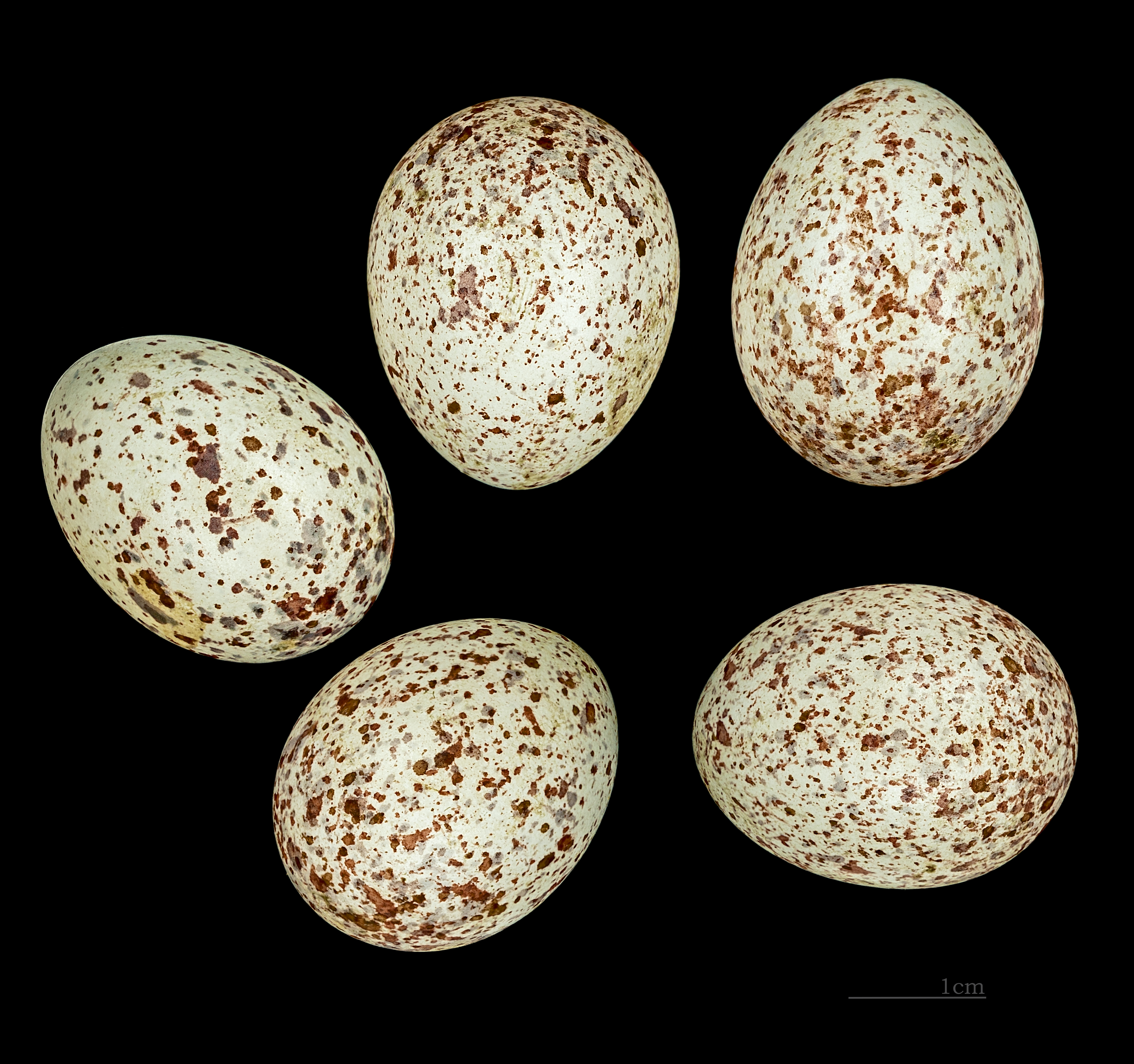
Sturnella magna

La pradenca oriental (Sturnella magna) és una espècie d'ocell de la família dels ictèrids (Icteridae) que habita praderies i sabanes d'ambdues Amèriques, des del sud-est del Canadà cap al sud, a través de l'est dels Estats Units, Mèxic, Cuba i Amèrica Central fins al nord d'Amèrica del Sud, a Colòmbia, Veneçuela, Guaiana i zona limítrofa del nord del Brasil.